# 4 Kresowy Pułk Artylerii Lekkiej

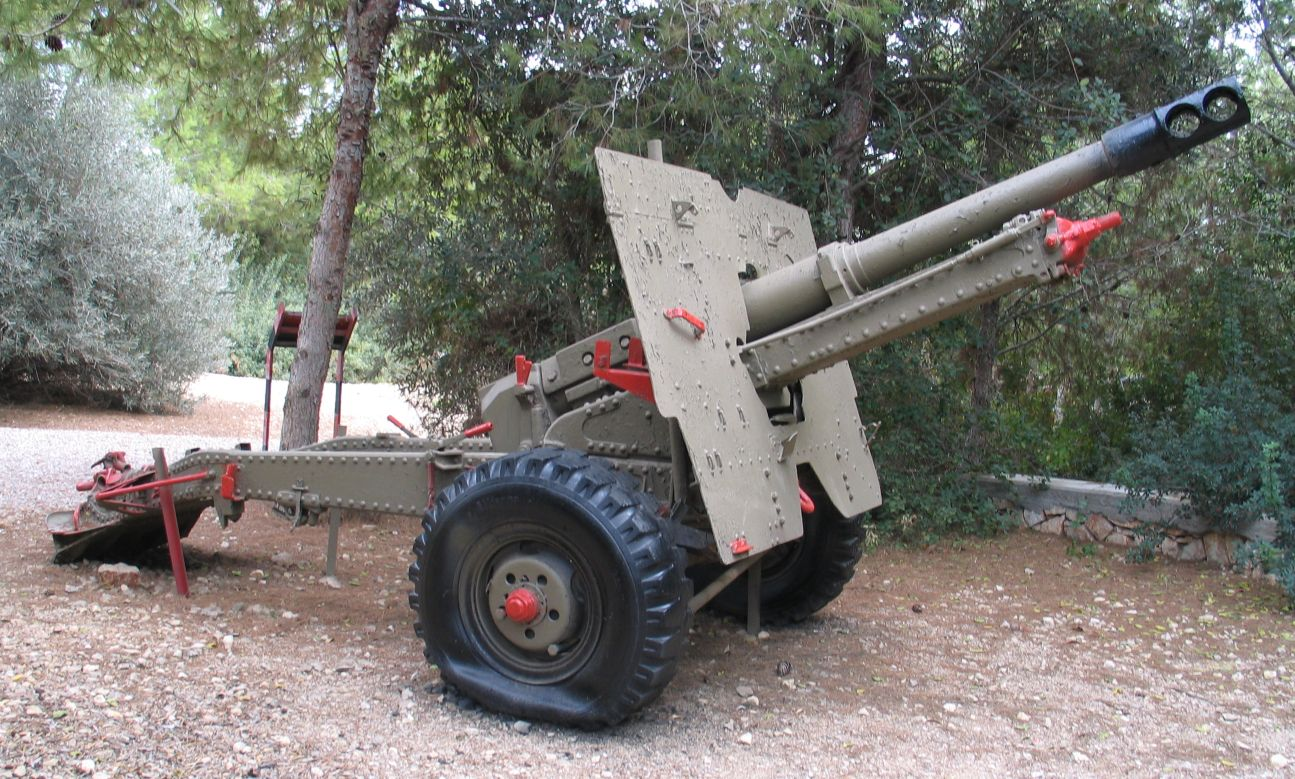
Angielska haubicoarmata 25-funtowa

4 Kresowy Pułk Artylerii Lekkiej (4 pal) – oddział artylerii lekkiej Polskich Sił Zbrojnych.

## Formowanie i zmiany organizacyjne
Pułk sformowany w październiku 1942 wchodził początkowo w skład 5 Wileńskiej Dywizji Piechoty, następnie od marca 1943 w skład 5 Kresowej Dywizji Piechoty. Zalążki stanowili przede wszystkim artylerzyści z 5 Dywizji Piechoty reorganizującej się Armii Polskiej na Wschodzie. Zadanie sformowania pułku otrzymał 5 pułk artylerii lekkiej. W marcu 1943 jeden dywizjon w całości przeszedł z rozwiązywanego 8 pal. Po zakończeniu działań bojowych, na przełomie lipca i sierpnia 1945 pułk wyznaczony został do pełnienia służby wartowniczej. Wszedł w skład Zgrupowania Brygadowego „Wołyń” Grupy „Straż” (Polish Guarg ). Chronił składnicę saperską, składnicę zaopatrzenia w Gatteo, piekarnię polową, linię wysokiego napięcia „C” i park pojazdów mechanicznych w Ballarii. Obsada jednej zmiany wynosiła 125 żołnierzy.

## Organizacja i obsada personalna
dowódcy:
- ppłk dypl. Longin Stefan Izdebski
- ppłk / płk Józef Robert Baumann

zastępcy dowódcy:
- mjr Józef Robert Bauman
- mjr Edward Chomiński
- mjr Jerzy Stypułkowski

adiutant – por. Stanisław Czyrski
dowódcy I dywizjonu 
- mjr Marcin Marian Jędrychowski[6]
- mjr Antoni Chmielewski[5]

dowódcy II dywizjonu 
- kpt. Edward Chomiński[6]
- kpt. Władysław Łoboda[5]

dowódcy III dywizjonu 
- kpt. Eugeniusz Gintofy-Dziwił[6]
- mjr Paweł Czerniuk[5]

Każdy dywizjon posiadał dwie baterie artylerii po 4 haubicoarmaty 25-funtowe
Pułk liczył (etatowo):
- oficerów - 50
- podoficerów i kanonierów - 679
- 25 funtowych armat - 24